# Football Club Legnano 1920-1921
Questa pagina raccoglie le informazioni riguardanti il Football Club Legnano nelle competizioni ufficiali della stagione 1920-1921.

## Stagione

Giuseppe Tosi, sulla sinistra della foto, con un tifoso lilla. Tosi giocò nel Legnano dal 1922 al 1926

Il Legnano, nella stagione 1920-1921, si aggiudica il girone D del torneo regionale di qualificazione del campionato settentrionale venendo promosso al girone regionale finale, che vince davanti a Inter e Milan. In quest'ultima fase degne di nota sono le due vittorie contro il Milan. La creazione di un'ulteriore fase a gironi, quella regionale finale, è necessaria per l'aumento del numero delle squadre affiliate, che testimonia la crescente popolarità del calcio.
Nel girone di semifinale nazionale i lilla arrivano primi a pari merito con il Torino e disputano quindi in campo neutro con i granata, il 26 giugno 1921, lo spareggio per accedere alla finale nazionale del campionato settentrionale. Lo spareggio è necessario nonostante la vittoria del Legnano per 3 a 2 proprio contro i granata alla sesta giornata a cui segue però un'inaspettata sconfitta dei Lilla contro il Mantova ultimo in classifica nel recupero della quinta giornata. In particolare, il successo nella sesta giornata contro il Torino è salutato dalla presenza record, tra gli spalti, di molti tifosi lilla.
Lo spareggio con il Torino finisce (1-1) dopo il supplementare ad oltranza; si gioca per 158 minuti, poi l'arbitro decreta la fine dell'incontro per la spossatezza delle due compagini e per la sopravvenuta oscurità. Gli spareggi all'epoca non si concludono infatti dopo i tempi supplementari e i successivi tiri di rigore, ma si proseguono ad oltranza fino alla prima e decisiva rete di una delle due compagini (ora conosciuta come sudden death o golden goal). La Federazione fissa la ripetizione della partita alla settimana successiva, il 3 luglio. Questo lasso di tempo viene però giudicato insufficiente dalle due società, che si ritirano dal campionato a tre sole partite dalla finalissima che assegna il titolo di campione d'Italia. Le polemiche che ne scaturiscono portano alla nascita della Confederazione Calcistica Italiana.

## Divise
| Casa |

## Organigramma societario
Area direttiva
- Presidente: sen. Antonio Bernocchi

Area tecnica
- Allenatore: Primo Colombo e Adamo Bonacina

## Rosa
| N. |                   | Ruolo | Calciatore      |
| -- | ----------------- | ----- | --------------- |
|    | Italia (bandiera) | A     | Corrado Bullè   |
|    | Italia (bandiera) | D     | Renato Clerici  |
|    | Italia (bandiera) | D     | Angelo Colombo  |
|    | Italia (bandiera) | A     | Mario Crespi    |
|    | Italia (bandiera) | P     | Galloni         |
|    | Italia (bandiera) | P     | Armando Gambuti |
|    | Italia (bandiera) | C     | Attilio Gerola  |
|    | Italia (bandiera) | C     | Luoni           |

| N. |                   | Ruolo | Calciatore     |
| -- | ----------------- | ----- | -------------- |
|    | Italia (bandiera) | D     | Antonio May    |
|    | Italia (bandiera) | C     | Pariani        |
|    | Italia (bandiera) | D     | Luigi Pirovano |
|    | Italia (bandiera) | A     | Silvio Raso    |
|    | Italia (bandiera) | A     | Italo Rossi    |
|    | Italia (bandiera) | A     | Severino Rosso |
|    | Italia (bandiera) | C     | Pierino Sodano |
|    | Italia (bandiera) | C     | Giuseppe Tosi  |

## Risultati

### Girone D - sezione lombarda

#### Girone d'andata
| Arbitro: | Fries (Milano) |

|                                                  |           |  |
| G. Giustacchini 10’ (aut.) Raso 30’ S. Rosso 70’ | Marcatori |  |

| Arbitro: | Zoni (Varese) |

|  |           |                                                    |
|  | Marcatori | 42’, 68’ Raso 65’ (rig.) Pirovano 85’ (aut.) Melli |

| Arbitro: | Ferradini (Milano) |

|                |           |          |
| L. Bianchi 18’ | Marcatori | 53’ Raso |

#### Girone di ritorno
| Arbitro: | Muttoni (Treviglio) |

|                |           |            |
| Scaravatti 48’ | Marcatori | 29’ Sodano |

| Arbitro: | Trezzi (Milano) |

|                                  |           |            |
| Tosi 3’ Crespi 82’ It. Rossi 88’ | Marcatori | 21’ Chiesa |

| Arbitro: | A.Gama (Milano) |

|                                                          |           |  |
| S. Rosso 2’, 32’ Raso 75’ Pirovano 83’ (rig.) Sodano 85’ | Marcatori |  |

### Girone finale lombardo

#### Girone d'andata
| Arbitro: | Crivelli (Milano) |

|  |           |             |
|  | Marcatori | 87’ Clerici |

| Arbitro: | Livraghi (Milano) |

|                                             |           |           |
| Tosi 14’ S. Rosso 52’ Sodano 65’ Crespi 77’ | Marcatori | 64’ Reina |

| Arbitro: | Bistoletti (Milano) |

|  |           |              |
|  | Marcatori | 80’ S. Rosso |

| Arbitro: | Crivelli (Milano) |

|           |           |          |
| Rosso 80’ | Marcatori | 44’ Aebi |

| Arbitro: | Tradico (Milano) |

|              |           |                          |
| Bellolio 14’ | Marcatori | 48’ It. Rossi 61’ Sodano |

#### Girone di ritorno
| Arbitro: | Barnabò (Milano) |

|                                     |           |  |
| Raso 25’, 57’ Tosi 65’ S. Rosso 71’ | Marcatori |  |

| Arbitro: | Sessa (Milano) |

|  |           |          |
|  | Marcatori | 64’ Tosi |

| Arbitro: | Panzeri (Milano) |

|                                       |           |                            |
| Tosi 25’, 30’ Raso 29’, 41’, 65’, 68’ | Marcatori | 31’ Prosdocimo 72’ Marenzi |

| Arbitro: | Brambilla (Milano) |

|                                               |           |            |
| A. Cevenini 20’ Aebi 30’, 76’ L. Cevenini 75’ | Marcatori | 70’ Sodano |

| Arbitro: | Crivelli (Milano) |

|            |           |  |
| Crespi 16’ | Marcatori |  |

### Semifinali nazionali

#### Girone d'andata
| Arbitro: | Tradico (Milano) |

|  |           |           |
|  | Marcatori | 1’ Crespi |

| Arbitro: | Sessa (Milano) |

|                             |           |  |
| Sodano 2’ S. Rosso 46’, 87’ | Marcatori |  |

| Arbitro: | U.Milano (Alessandria) |

|                                  |           |            |
| G. Mosso 23’, 85’ Janni 78’, 84’ | Marcatori | 35’ Crespi |

#### Girone di ritorno
| Arbitro: | Livraghi (Milano) |

|                    |           |  |
| It. Rossi 24’, 42’ | Marcatori |  |

| Arbitro: | Cavazzana (Milano) |

|                              |           |  |
| Soresina 74’ Agostinelli 89’ | Marcatori |  |

| Arbitro: | A.Gama (Milano) |

|                                  |           |                     |
| S. Rosso 79’ Sodano 80’ Raso 89’ | Marcatori | 15’ Janni 70’ Calvi |

#### Spareggio per il primo posto
| Arbitro: | Mombelli (Casale Monf.) |

|            |           |                |
| Sodano 43’ | Marcatori | 14’ Corrado ìì |

| 3 luglio 1921 Gara unica | Legnano | – | Torino |  |

La gara di spareggio fra le due capolista venne sospesa nel corso dell'oltranza dopo 158' di gioco. Entrambe le squadre rinunciarono al secondo incontro e si ritirarono dal campionato per esaurimento delle forze; quindi nessuna delle due conquistò la finale nazionale del torneo settentrionale.

## Statistiche

### Statistiche di squadra
| Competizione                                         | Punti | Totale | Totale | Totale | Totale | Totale | Totale | DR  |
| Competizione                                         | Punti | G      | V      | N      | P      | Gf     | Gs     | DR  |
| ---------------------------------------------------- | ----- | ------ | ------ | ------ | ------ | ------ | ------ | --- |
| Prima Categoria (girone regionale di qualificazione) | 10    | 6      | 4      | 2      | 0      | 17     | 3      | +14 |
| Prima Categoria (girone finale di qualificazione)    | 17    | 10     | 8      | 1      | 1      | 22     | 9      | +13 |
| Prima Categoria (semifinali nazionali)               | 8     | 6      | 4      | 0      | 2      | 10     | 8      | +2  |

### Statistiche dei giocatori
| Giocatore   | Prima Categoria | Prima Categoria |
| Giocatore   | Presenze        | Reti            |
| ----------- | --------------- | --------------- |
| C. Bullè    | 2               | 0               |
| R. Clerici  | 10              | 1               |
| A. Colombo  | 16              | 0               |
| M. Crespi   | 23              | 5               |
| Galloni     | 2               | 0               |
| A. Gambuti  | 21              | 0               |
| A. Gerola   | 23              | 0               |
| Luoni       | 1               | 0               |
| A. May      | 23              | 0               |
| Pairani     | 2               | 0               |
| L. Pirovano | 23              | 2               |
| S. Raso     | 23              | 12              |
| I. Rossi    | 22              | 4               |
| S. Rosso    | 19              | 10              |
| P. Sodano   | 22              | 8               |
| G. Tosi     | 21              | 6               |